# DeAndre Yedlin
DeAndre Yedlin, né le 7 juillet 1993 à Seattle, est un joueur international américain de soccer qui joue au poste d'arrière droit au FC Cincinnati en MLS.

## Biographie

### Carrière en club
Il signe un contrat Homegrown Player avec son club formateur pour la saison 2013.
À la suite de ses performances remarquées au mondial 2014, Yedlin est transféré au Tottenham Hotspur pour 4 millions de dollar le 13 août 2014. Il termine néanmoins la saison 2014 de MLS avec les Sounders dans le cadre d'un prêt. Le 7 janvier 2015, il s'entraine pour la première fois en compagnie de ses coéquipiers londoniens.
Il est prêté à Sunderland pour la saison 2015-2016. Il joue vingt-cinq rencontres pour les Black Cats.
Le 24 août 2016, Yedlin s'engage pour cinq ans avec Newcastle United.
Alors que son temps de jeu à Newcastle est réduit lors de la première moitié de la saison 2020-2021, Yedlin est transféré au Galatasaray le 1er février 2021.
Il fait son retour en Major League Soccer, sept ans après son départ de Seattle, en s'engageant à l'Inter Miami le 2 février 2022. Il y signe un contrat de quatre saisons, avec une option pour 2025.

### Carrière internationale
Il participe à la Coupe du monde 2014 au Brésil.
Le 9 novembre 2022, il est sélectionné par Gregg Berhalter pour participer à la Coupe du monde 2022.

## Statistiques
| Saison                | Club                  | Championnat           | Championnat | Championnat | Coupe(s) nationale(s) | Coupe(s) nationale(s) | Compétition(s) continentale(s) | Compétition(s) continentale(s) | Compétition(s) continentale(s) | Séries | Séries | États-Unis | États-Unis | Total | Total |
| Saison                | Club                  | Division              | M.          | B.          | M.                    | B.                    | Comp.                          | M.                             | B.                             | M.     | B.     | M.         | B.         | M.    | B.    |
| 2013                  | Sounders de Seattle   | MLS                   | 31          | 1           | -                     | -                     | LCC                            | 4                              | 1                              | 2      | 1      | -          | -          | 37    | 3     |
| 2014                  | Sounders de Seattle   | MLS                   | 25          | 0           | 3                     | 0                     | -                              | -                              | -                              | 4      | 0      | 10         | 0          | 42    | 0     |
| Sous-total            | Sous-total            | Sous-total            | 56          | 1           | 3                     | 0                     | -                              | 4                              | 1                              | 6      | 1      | 10         | 0          | 79    | 3     |
| 2014-2015             | Tottenham Hotspur     | Premier League        | 1           | 0           | 0                     | 0                     | C3                             | 0                              | 0                              | -      | -      | 13         | 0          | 14    | 0     |
| 2015-2016             | Sunderland AFC (prêt) | Premier League        | 23          | 0           | 2                     | 0                     | -                              | -                              | -                              | -      | -      | 16         | 0          | 41    | 0     |
| 2016-2017             | Newcastle United      | Championship          | 27          | 1           | 5                     | 0                     | -                              | -                              | -                              | -      | -      | 7          | 0          | 39    | 1     |
| 2017-2018             | Newcastle United      | Premier League        | 34          | 0           | 0                     | 0                     | -                              | -                              | -                              | -      | -      | 6          | 0          | 40    | 0     |
| 2018-2019             | Newcastle United      | Premier League        | 29          | 1           | 0                     | 0                     | -                              | -                              | -                              | -      | -      | 7          | 0          | 36    | 1     |
| 2019-2020             | Newcastle United      | Premier League        | 16          | 1           | 4                     | 0                     | -                              | -                              | -                              | -      | -      | 3          | 0          | 23    | 1     |
| 2020-2021             | Newcastle United      | Premier League        | 6           | 0           | 4                     | 0                     | -                              | -                              | -                              | -      | -      | -          | -          | 10    | 0     |
| Sous-total            | Sous-total            | Sous-total            | 112         | 3           | 13                    | 0                     | -                              | -                              | -                              | -      | -      | 23         | 0          | 148   | 3     |
| 2020-2021             | Galatasaray SK        | Süper Lig             | 11          | 1           | 1                     | 0                     | -                              | -                              | -                              | -      | -      | 2          | 0          | 14    | 1     |
| 2021-2022             | Galatasaray SK        | Süper Lig             | 16          | 0           | 0                     | 0                     | C1+C3                          | 1+7                            | 0                              | -      | -      | 7          | 0          | 31    | 0     |
| Sous-total            | Sous-total            | Sous-total            | 27          | 1           | 1                     | 0                     | -                              | 8                              | 0                              | -      | -      | 9          | 0          | 45    | 1     |
| 2022                  | Inter Miami CF        | MLS                   | 34          | 0           | 3                     | 0                     | -                              | -                              | -                              | 1      | 0      | 7          | 0          | 45    | 0     |
| 2023                  | Inter Miami CF        | MLS                   | 28          | 0           | 6                     | 0                     | LC                             | 7                              | 0                              | -      | -      | 3          | 0          | 44    | 0     |
| 2024                  | Inter Miami CF        | MLS                   | 3           | 0           | -                     | -                     | -                              | -                              | -                              | -      | -      | -          | -          | 3     | 0     |
| Sous-total            | Sous-total            | Sous-total            | 65          | 0           | 9                     | 0                     | -                              | 7                              | 0                              | 1      | 0      | 10         | 0          | 92    | 0     |
| 2024                  | FC Cincinnati         | MLS                   | 28          | 0           | -                     | -                     | CC+LC                          | 2+2                            | 0+1                            | 3      | 0      | -          | -          | 35    | 1     |
| 2025                  | FC Cincinnati         | MLS                   | 27          | 0           | -                     | -                     | CC+LC                          | 3+2                            | 0                              | -      | -      | -          | -          | 32    | 0     |
| Sous-total            | Sous-total            | Sous-total            | 55          | 0           | -                     | -                     | -                              | 9                              | 1                              | 3      | 0      | -          | -          | 67    | 1     |
| Total sur la carrière | Total sur la carrière | Total sur la carrière | 339         | 5           | 28                    | 0                     | -                              | 28                             | 2                              | 10     | 1      | 81         | 0          | 486   | 8     |

## Palmarès

### En club
- Sounders de Seattle
  - Vainqueur de la Coupe des États-Unis en 2014.
- Inter Miami
  - Vainqueur de la Leagues Cup en 2023.

- Newcastle United
  - Vainqueur du Championship en 2017.

### Distinctions personnelles
- Sélectionné pour le Match des étoiles de la MLS en 2013 et 2014
- Nommé meilleur jeune joueur américain de soccer de l'année en 2014.